# ...altrimenti ci arrabbiamo!
…Altrimenti ci arrabbiamo! (Y si no, nos enfadamos en español o Juntos son dinamita en Hispanoamérica) es una comedia italo-española de 1974 dirigida por Marcello Fondato, protagonizada por los actores Bud Spencer, Terence Hill y Patty Shepard, y con banda sonora del grupo italiano Oliver Onions.
Se trata de una de las películas más afamadas y conocidas del dúo italiano, junto con el spaghetti western Le llamaban Trinidad. Coproducida por las productoras Filmayer (española) y Capital Film (italiana), fue principalmente rodada en Roma y Madrid, estando el taller de Ben en las inmediaciones del Puente de Toledo. Muchos de los actores participantes son españoles, destacando los papeles de Luis Barbero, Emilio Laguna y Manuel de Blas.

#### Título original y traducción
La traducción aproximada de la expresión del título original en italiano ...altrimenti ci arrabbiamo!  al español sería:  ...¡o nos enfadaremos! // ...¡o si no nos enfadaremos!

## Argumento
Ben (Bud Spencer) y Kid (Terence Hill), un mecánico y un camionero aficionados al automovilismo, son dos viejos conocidos que se encuentran en una carrera de rallycross cuyo primer premio es un bólido modelo Dune Buggy rojo con capota amarilla. Vencedores ex aequo tras una frenética carrera, ambos reciben como premio el mismo coche. Para decidir quién se queda con él, acuerdan jugárselo a cerveza y salchichas: el que primero se retire en una competición de beber cerveza y comer salchichas, paga la cuenta y pierde el bólido.
Durante la competición, una banda mafiosa que trabaja para un especulador inmobiliario conocido como el Padrino (John Sharp) destroza el local en el que se encuentran, como forma de advertencia a los vecinos de la zona, en la que hay un parque de atracciones que el padrino quiere que sea demolido. Entre los desperfectos causados por los mafiosos, está el buggy, que arde tras ser arrollado por el coche de uno de los matones.
Ben y Kid visitan al padrino, y le solicitan que les sea devuelto un bólido idéntico al que han perdido por culpa de sus hombres. El padrino, con tono desafiante, les pregunta: ¿Y si me niego? A lo que Kid, tras dudar un momento, responde: Y si no, nos enfadamos, frase que dio lugar al nombre de la película.
En un principio, el padrino considera que sus hombres serán capaces de amedrentarles fácilmente. Sin embargo, a medida que pasa el tiempo, la persistencia de Ben y Kid y su capacidad de dejar en evidencia a los matones, lleva al padrino a pasar a la acción y contratar a un sicario de pocas palabras llamado Paganini (Manuel de Blas), para quitárselos de en medio, aconsejado por su consigliere el Doctor (Donald Pleasence).
Paganini, quien no dice una sola palabra en toda su aparición, tampoco logrará su objetivo, siendo apresado por Kid durante el caótico ensayo del Coro de Bomberos (Coro dei Pompieri en italiano), dirigido por un excéntrico Emilio Laguna.
Cuando Ben y Kid se han dado por vencidos y deciden desistir en su intento por recuperar el bólido, los mafiosos dan una paliza al amigo de Ben, Jeremías (Luis Barbero), quien había trabajado como cocinero en el restaurante del padrino, y lo consideraban jefe de la banda formada por Ben y Kid.
La reacción de los protagonistas es dar a los matones una última y definitiva paliza a mamporrazos, tras la cual, reciben de manos del padrino un bólido para cada uno igual al que fue incendiado, así como la promesa de desistir en sus intenciones de demoler el parque de atracciones del barrio en el que viven los protagonistas.
En la última escena de la película, mientras disfrutan corriendo con sus bólidos, un despiste de Kid al ver y saludar a Liza, la atractiva equilibrista (Patty Sheppard) con la que ya flirteaba, hace que Ben se choque, y rompa su coche. Así que deciden jugarse el único bólido rojo con capota amarilla que les queda a cerveza y salchichas.

## Reparto
- Bud Spencer: Ben
- Terence Hill: Kid
- Patty Shepard: Liza
- John Sharp: el padrino
- Deogratias Huerta: Atila
- Manuel de Blas: Paganini
- Luis Barbero: Jeremías
- Donald Pleasence: consigliere, el Doctor
- Emilio Laguna: director de orquesta
- Vincenzo Maggio: hombre del local del padrino
- David Herranz: niño
- Rafael Albaicín
- Giancarlo Bastianoni
- Roberto Alessandri: gimnasta
- Ada Pometti: chica guapa #1
- José Yepes
- Inés Morales: chica guapa #2
- José Luis Zalde

## Doblaje en España[2]
- José Martínez Blanco: Ben
- Héctor Cantolla: Kid (Chico)
- María Luisa Rubio: Liza
- Rafael Arcos: Atila
- Claudio Rodríguez: el padrino
- Manuel de Juan: Jeremías
- José María Caffarel: consigliere, el Doctor
- Rafael de Penagos: director de orquesta
- Manuel Torremocha: secuaz en moto
- Rafael de Penagos: mafioso
- Rafael de Penagos: mafioso en entrada

## Localizaciones de rodaje
La película fue filmada entre Roma y Madrid, en esta última se rodaron diversas escenas entre las obras de la futura autopista de circunvalación M-30, el Puente de Toledo y el Estadio Vicente Calderón.

## Remake/secuela
El 23 de marzo de 2022, se estrenó su secuela directa, casi un remake, esta vez protagonizada por los hijos de Ben y Kid. (ficha FA)